# Penstemon alluviorum
Penstemon alluviorum är en grobladsväxtart som beskrevs av Francis Whittier Pennell. Penstemon alluviorum ingår i släktet penstemoner, och familjen grobladsväxter. Inga underarter finns listade i Catalogue of Life.